# David Salom
David Salom Fuentes (Palma, 16 de octubre de 1984), es un piloto de motociclismo de velocidad español especializado en competiciones como Supersport. También fue Campeón de España de velocidad en esta categoría -así como de resistencia- el 2006.
Era primo del también piloto Luis Salom.

## Trayectoria internacional
Debutó en el Campeonato del Mundo de Supersport en 2007, contratado por el equipo de Yamaha España, donde pilotó una Yamaha YZF-R6, teniendo por compañero David Forner. Su mejor resultado fue un quinto lugar en Assen, acabando la temporada en vigesimoprimera posición final, con 34 puntos.
En 2008 permaneció en el mismo equipo, esta vez con Josep Pedró de compañero, siendo su mejor resultado un octavo lugar en Catar, acabando la temporada en la vigesimonovena posición final, con 9 puntos.
En 2009 pasó a competir en el Mundial de Superbikes, pilotando la Kawasaki ZX-10R del equipo Pedercini, con Luca Scasso de compañero. Su mejor resultado fue un decimotercero en la primera carrera en Portimão, acabando la temporada en la 36.ª posición, con 5 puntos.
En 2010 volvió al Campeonato de Supersport, a bordo de una Triumph Daytona 675 del equipo ParkinGO BE1, con Jason Di Salvo como compañero. su mejor resultado obtenido fueron dos cuartos lugares (a Phillip Island y en Cheste), finalizando la temporada en sexto lugar final, con 99 puntos.
De cara al 2011 cambio al equipo Motocard.com, con el que pilotaría la Kawasaki ZX-6R, con Broc Parkes de compañero. Obteniendo una pole position en Phillip Island.
En 2012, Salom fue reemplazado por Iván Silva en el equipo Avintia Blusens en Motegi por resultados poco competititvos. En 2013, Salom firmó com el equipo checo de Intermoto Ponyexpres.